# برنار دو جوسيو
برنار دو جوسيو (بالفرنسية: Bernard de Jussieu)‏ عالم نبات فرنسي ولد في 17 آب 1699 في ليون في وسط شرق فرنسا وتوفي في 6 تشرين الثاني 1777 في باريس. هو شقيق أنطوان وجوزيف دو جوسيو وعم عالم النبات الشهير أنطوان لوران دو جوسيو.